# Rápido Luxo Campinas
A Rápido Luxo Campinas, é uma empresa de transportes coletivos, que opera como concessionária de linhas de ônibus urbanas e intermunicipais, além do fretamento contínuo e eventual, no Estado de São Paulo.
A empresa é registrada na Agência Reguladora de Serviços Públicos Delegados de Transporte do Estado de São Paulo (Artesp), na Agência Nacional de Transportes Terrestres (ANTT), no Departamento de Estradas de Rodagem do Estado de Minas Gerais (DER) e Empresa Metropolitana de Transportes Urbanos do Estado de São Paulo (EMTU) para executar serviços regulares e de fretamento, na Embratur (Instituto Brasileiro de Turismo) para fazer viagens turísticas, na Empresa Municipal de Desenvolvimento de Campinas (Emdec) para operar o fretamento contínuo e eventual em Campinas.

## História
A Rapido Luxo Campinas foi fundada em julho de 1962, com apenas quatro ônibus. Nessa época, a empresa somente operava as linhas intermunicipais que ligavam Vinhedo, Valinhos e Campinas.
No ano de 1963, a Rápido Campinas iniciou suas atividades no transporte coletivo urbano, na cidade de Valinhos. No ano de 1969, possuía 17 ônibus em sua frota.
Em 1978, a atual diretoria a empresa foi comprada e incorporada ao Grupo Belarmino.

## Garagens
Atualmente a empresa possui quatro garagens nas seguintes cidades a saber abaixo:
- Valinhos (Opera os subsistemas urbanos e suburbanos de Louveira e Vinhedo)
- Campo Limpo Paulista (Opera os subsistemas urbanos e suburbanos de Cabreúva, Cajamar, Campo Limpo Paulista, Franco da Rocha, Indaiatuba, Itupeva, Jundiaí, Várzea Paulista e o subsistema rodoviário (linhas que partem de Várzea Paulista e Campo Limpo Paulista, com destino a São Paulo).
- Sorocaba (Centraliza operações de Fretamento e Turismo, além de linhas metropolitanas para Itu, Araçoiaba da Serra, Tatuí, Iperó, Alumínio, Mairinque, São Roque, Ibiúna, Piedade e Araçariguama; e uma linha rodoviária para Piracicaba).